# Středoevropská iniciativa

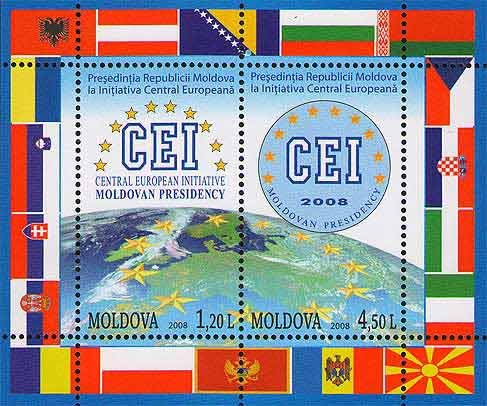
Moldavská známka s logem Středoevropské iniciativy a vlajkami členských států

Středoevropská iniciativa (zkratka CEI), známá také pod anglickým názvem Central European Initiative, je sdružení pro přeshraniční regionální spolupráci, jehož členy je osmnáct zemí střední, východní a jihovýchodní Evropy.
Organizace byla založena 11. listopadu 1989 v Budapešti pod názvem Kvadragonála, protože jejími členy byly čtyři země: Itálie, Jugoslávie, Rakousko a Maďarsko. Jejím cílem bylo hledat nové formy mezinárodní spolupráce v době po pádu železné opony. V roce 1990 přistoupilo Československo a skupina se přejmenovala na Pentagonálu, po přijetí Polska o rok později byla známa jako Hexagonála. Rozpad Československa, Jugoslávie a Sovětského svazu přinesl příliv dalších členů a nový název Středoevropská iniciativa (i když většina zemí nepatří do striktně geograficky vymezené střední Evropy).
Hlavní sídlo iniciativy se nachází v Terstu, generálním tajemníkem je od roku 2013 Ital Giovanni Caracciolo di Vietri. V předsednictví se jednotlivé země po roce střídají, každý rok na podzim se také scházejí předsedové vlád členských států. Skupina usiluje o sbližování zemí v regionu, o zvyšování životní úrovně a zapojení nečlenských zemí do rozvojových programů Evropské unie. SEI zřizuje pracovní skupiny, které zpracovávají projekty na kooperaci v oblasti ekonomiky, cestovního ruchu, rozvoje vědy a kultury, ochrany životního prostředí a boje proti kriminalitě.

## Členové
- Itálie (od 1989)
- Maďarsko (od 1989)
- Rakousko (od 1989)
- Polsko (od 1991)
- Slovinsko (od 1992)
- Chorvatsko (od 1992)
- Bosna a Hercegovina (od 1992)
- Severní Makedonie (od 1993)
- Česko (od 1993)
- Slovensko (od 1993)
- Bělorusko (od 1995)
- Albánie (od 1995)
- Ukrajina (od 1995)
- Bulharsko (od 1995)
- Rumunsko (od 1995)
- Moldavsko (od 1996)
- Srbsko (od 2000)
- Černá Hora (od 2006)